# قصر الفردوس
قصر الفردوس: هو أحد قصور دار الخلافة العباسية ويقع في الجانب الشرقي من بغداد، شيده الخليفة العباسي المعتضد بالله إلى جوار القصر الحسني، في موضع يقع فوقه حيث يصب نهر المعلى في دجلة، وكان في بساتين هذا القصر بركة، يأتيها الماء من فرع صغير لنهر موسى عند المقسم قرب المخرم، ولقصر الفردوس باب يدعى باب الفردوس، ولعل تسمية القصر بالفردوس معناها الجنة، أو حير الوحش التي كانت متصلة بالدار. وقد غلب اسم هذا القصر على مجموعة القصور التي أنشأها الخلفاء حول دار الخلافة. وكان في خلافة المقتدر بالله سنة 305 ه‍، زار رسل صاحب الروم قصور دار الخلافة ومنها القصر المعروف بالفردوس، فلما أدخلوا إلى قصر الفردوس كان فيه من الفرش و الآلات ما لا يحصى و لا يحصر كثرة، وفي دهاليز الفردوس عشرة آلاف جوشن مذهبة معلقة، مما راع رسل ملك الروم روعة شديدة.  وقصر الفردوس يستقي المياه من نهر المعلى الذي يمر بين الدور  إلى باب سوق الثلاثاء، 
ثم يدخل قصر الخلافة المسمى بالفردوس، فيدور فيه ويصب في دجلة. وقال أبو إسحاق الصابي الكاتب، ان ثابتاً كان يمشي مع المعتضد في الفردوس وهو بستان في دار الخليفة للرياضة .